# 科莫多島
科摩多島是努沙登加拉群岛中一小岛，位於峇里島以東三百多公里，經緯度是南纬8.37度 ，东经119.20度，属印度尼西亚东努沙登加拉省管辖。由于火山和地震活動，科莫多島的生態系統與世界其它地方隔離開來。島上獨特的生態孕育出一些特有的生物，當中最著名的是地球上最大的蜥蜴─科莫多龍，以及地球上最原始的哺乳動物之一的眼鏡猴。